# 훌리에타 실베르베르그
훌리에타 실베르베르그(스페인어: Julieta Zylberberg, 1983년 3월 4일 ~ )는 아르헨티나의 배우이다.

## 출연 작품
- 나의 사랑스러운 혁명가 (2020)
- 라스 올라스 (2017)
- 열 번째 남자 (2016)
- 마이 프렌드 프롬 더 파크 (2014)
- 와일드 테일즈: 참을 수 없는 순간 (2014)
- 라 피에스터 데 카사미엔토 (2011)
- 우나 베즈 마스 (2010)
- 인비저블 아이 (2010)
- 홀리 걸 (2004)